# Mexikói kardfarkú hal

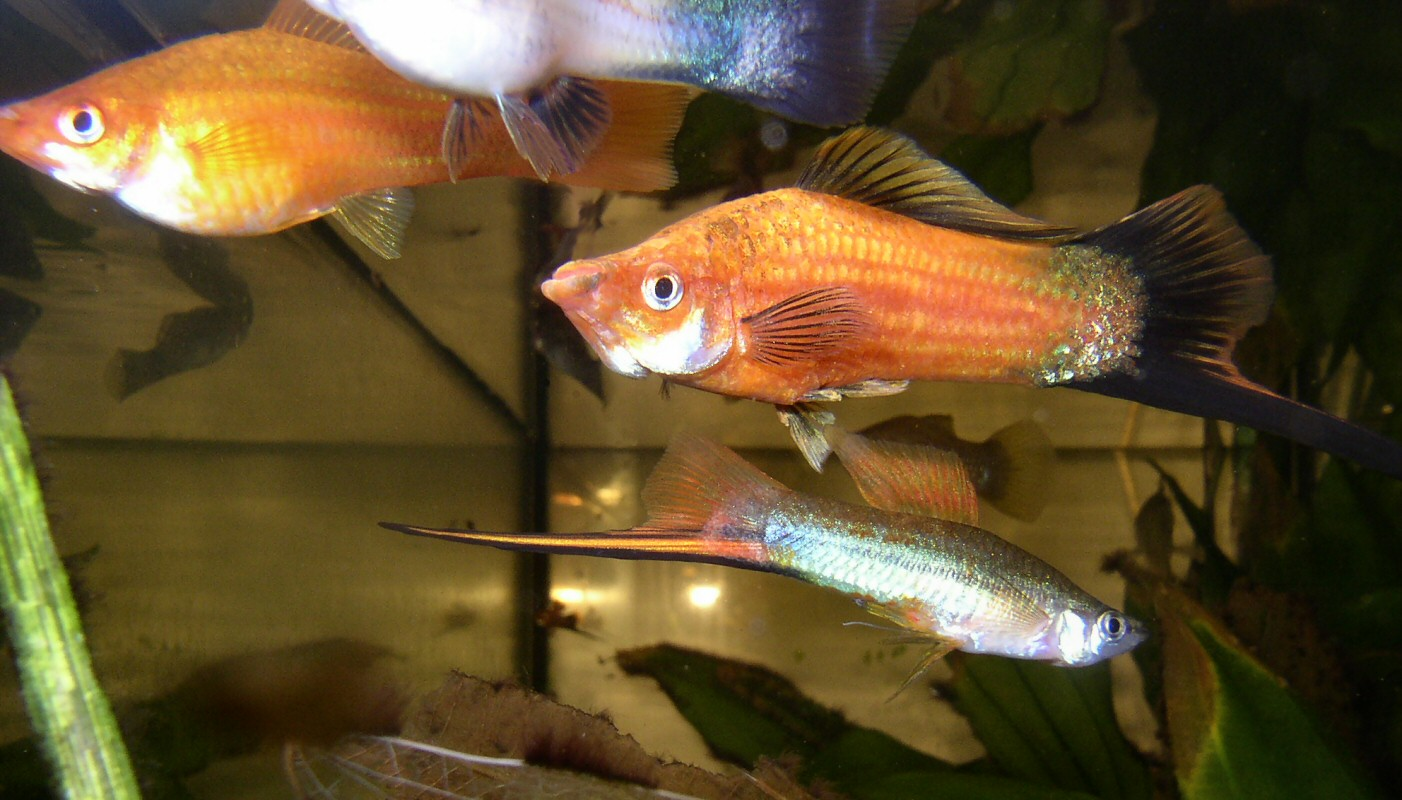
Két nőstény és egy hím

A mexikói kardfarkú hal vagy szifó (Xiphophorus helleri) a csontos halak (Osteichthyes) osztályába, a fogaspontyalakúak (Cyprinodontiformes) rendjébe és az elevenszülő fogaspontyfélék (Poeciliidae) családjába tartozó faj.
A fajjal 1840-ben egy magyar botanikus, Heller Károly találkozott először, de csak 1848-ban írták le Xiphophorus (kardhordozó) helleri (Heller nyomán) néven.

## Előfordulása
Mint neve is mutatja, eredeti hazája Közép-Amerikában, Mexikó, Honduras, Guatemala területén található, de mint más elevenszülőket, úgy ezt a fajt is számos meleg vizű forrásba telepítették be hazánkban és szerte a világban.

## Megjelenése
Az eredeti vad törzs zöldes színezetű, de számos színváltozatát kitenyésztették, így a vörös, vérpiros, narancssárga, ananász, arany, fekete, zöld, illetve ezek különböző kombinációit, melyeknek számtalan neve is van. (Tuxedo, Simpson, berliner, wagtail stb.) Maga a hal 8–12 cm hosszú, a hímek jellegzetes „kardot” viselnek, mely tulajdonképpen a meghosszabbított úszósugár a farokúszóból. A faroknyúlvány alkalmas arra, hogy a nőstényt a párzáshoz megfelelő pozícióban tartsa a hím a segítségével.

## Életmódja
Mindenevő. Szívesen fogyasztja a kereskedelemben beszerezhető műeleségeket valamint élő vagy fagyasztott eleségeket (tubifex, szúnyoglárvák, különböző mixek, stb.) Növényi eredetű táplálékra rendszeresen szüksége van. Ez lehet a kereskedelmi forgalomban kapható növényi műeleség, forrázott vagy fagyasztott saláta, sóska, parajlevél.

## Szaporodása
Az udvarló hímek különleges látványt nyújtanak, nagyon gyorsan úsznak és akár hátrafelé is képesek manőverezni. A tudósok még nem ismerik hogy a nem váltás valóban megtörténik-e, vagy csak elnyomott hímek fejlődnek tovább ha kikerül az alfa hím. Tengeri halaknál, pl. az Amphiprion ocellaris fajnál megfigyelhető és gyakori is. Az azonban biztos, hogy hímek soha nem alakulnak nősténnyé. A nőstények 20-150 ivadékot szülnek. 
Az erős kannibalizmus miatt azonban el kell kerítenünk az anyát speciális elletőketrecben, különben felfalja az utódokat. Az ivadékok kb. 3 mm nagyságúak, amikor megszületnek és porrá tört lemezes tápon, illetve apróra vágott tubifexszel 2-3 hónap alatt megfelelő nagyságúra nevelhetők. A szifó gyakran kereszteződik közeli rokonával, a széleshátú fogasponttyal (platti). Csak az azonos alapszíncsoportba tartozó egyedeket párosítsuk (például vöröset vörössel), mert ún. elfedett színek (epi és hiposztázis jelenség) jelenik meg az ivadékban, ami nagyon kedvezőtlen pigmentációjú utódokat eredményezhet.

## Tenyésztése, tartása
Más fajokkal szemben békés hal, bár a hím egyedek területvédők, hevesen vetélkedhetnek a nőstényekért. Ezért úgy tartsuk őket, hogy 3-4 nőstényre 1 hím jusson. Akváriumi tartásukhoz minimum 60 literes medence szükséges, melyet középkemény 22-27 °C-os csapvízzel töltünk fel és a medence két sarkába növénycsomókat ültetünk. Az akváriumot le kell fedni, mivel igen urgálós faj.  Vegyes táplálkozásúak, a szokásos díszhaltápot fogságban elfogadják. Léteznek lírafarkú változatok is, melyek jóformán alkalmatlanok tenyésztésre, mivel a hímek farok alatti úszója meghosszabbodott, inkább dísz, mint párzószerv. Ezeket a változatokat nehéz szaporítani, amit úgy oldanak meg, hogy a nőstényeket mesterségesen termékenyítik meg, vagy nem lírafarkú hímekkel párosítják őket. Létezik egy drasztikusabb megoldás is, a lírafarkú hímek gonopódiumát egy penge segítségével normál méretűre metszik, így néhány hét után képesek lesznek szaporodni!
Érdekes jelenség, hogy a nőstény képes hímmé változni, ha öreg vagy beteg.

## Érdekességek
Az OGG médiakonténert és codec-családot (Vorbis, Tarkin, Theora) kifejlesztő Xiph.Org Foundation logóján is egy stilizált Xiphophorus helleri található.